# Peshtera
Peshtera (en búlgaro: Пещера) es una ciudad de Bulgaria en la provincia de Pazardzhik.

## Geografía
Se encuentra a una altitud de 434 m s. n. m. a 126 km de la capital nacional, Sofía.

## Demografía
Según estimación 2012 contaba con una población de 21 226 habitantes.
|         | 2004   | 2005   | 2006   | 2007   | 2008   | 2009   | 2010   | 2011   |        |
| Mujeres | 9 672  | 9 695  | 9 802  | 9 819  | 9 864  | 9 877  | 9 859  | 8 532  |        |
| Varones | 9 418  | 9 432  | 9 500  | 9 483  | 9 473  | 9 486  | 9 429  | 8 187  |        |
| Total   | 20 734 | 21 008 | 23 609 | 22 900 | 21 440 | 21 430 | 20 987 | 20 743 | 20 485 |